# Beleți, Argeș
Beleți este un sat în comuna Beleți-Negrești din județul Argeș, Muntenia, România.